# Zichy Károly (főispán)
Gróf Zichy Károly (Bécs, 1779. június 20. – Buda, 1834. december 15.) nagybirtokos, a magyar udvari kamara elnöke. Előbb Pozsega vármegye főispánja, majd 1825-től kamarai elnök, Moson vármegye főispánja, főkamarásmester.

## Családja
Zichy Károly (Pozsony, 1753. március 4. – Bécs, 1826. szeptember 28.) és Khevenhüller-Metsch Anna Mária grófnő (Lisszabon, 1759. április 10. – Bécs, 1809. január 18.) fia.
Testvérei
- Ferenc (Franz), Zich et Vásonkeö Zichy-Ferraris (1811), Győr főispánja (1777. június 25. – 1839. október 6.; neje: (Bécs, 1799. május 6.) Ferraris Mária Vilhelmina grófnő (Brüsszel, 1780. szeptember 3. – Bécs, 1866. január 25.)
- Sándor (1780, fiatalon mh.)
- Amália (1782. március 15. – 1819. július 23.; férje: (1800. szeptember 8. hédervári Loós Viczay Ferenc (1780. július 24. – 1836. május 13.)
- Ferdinánd (1783. július 13. – Pozsony, 1862. október 7.); neje: (Nagycenk, 1807.szeptember 13. árvár-felsővidéki Széchenyi Zsófia grófnő (1789. október 16. – 1865. április 19.)
- Maria Adél (Adelheid) (1788. szeptember 15. – Bécs, 1839. január 17.; férje: (1845. október 12.) Buzin Keglevich János gróf (1786. május 13. – 1856. október 15.)
- Krisztina (Bécs, 1792. április 30. – Penzing, 1830. július 20.; férje: (Oroszvár, 1812. június 15. Khevenhüller-Metsch Ferenc (1762. április 7. – 1837. július 2.)
- Eleonóra, Bécs, 1795. május 27. – Bécs, 1873. május 30.; férje: (Bécs, 1813. május 24. Lichnowsky Eduárd (1789. szeptember 19. – 1845. január 1.)
- Miklós (1796. december 2. – 1856. január 27.); neje: (Tolna, 1820. november 16.) Loë Julianna (Wissen, 1797. december 2. – Darufalva, 1865. február 15.)
- Karolina (1802. február 11. – 1885. június 17.)
- Ernestine (fiatalon mh.)

Első házassága: (1800. szeptember 8. galántai Esterházy Franciska grófnő (1784. május 4. – 1804. július 3.)
- Pál (1802. augusztus 8. – Graz, 1873. december 27.)
- Ferenc (*1804. június 13.)

Második házassága: (1806. szeptember 4. tolnai Festetics Júlia grófnő (1790. november 7. – 1816. november 18.), akinek a szülei gróf tolnai Festetics György (1755–1819), földbirtokos, a keszthelyi Georgikon alapítója és jakabházi Sallér Judit (1766–1829) voltak:
- Júlia (Bécs, 1808. január 27. – Bécs, 1873. április 14.); férje: (Bécs, 1825. szeptember 1. Kéthely Hunyady Ferenc gróf (1804. szeptember 17. – 1882. december 23.)
- Felicia (Buda. 1809. szeptember 2. – Gutenstein, 1880. június 27.); férje: (Bécs, 1827. április 24. Hoyos-Sprinzenstein Heinrich gróf (Bécs, 1804. március 24. – Bécs, 1854. november 18.)
- György (1812. november 4. – 1816)
- Heinrich, Moson főispánja (1812. november 4. – Sopron, 1892. október 26.); neje: (1843. május 22.) enyickei és széplaki Meskó Irén bárónő (1823 – Bécs, 1879. december 16.)
- Hermann (1814. május 7. – Jakabháza, 1880. május 18.); neje: (Szentkirály, 1842. január 10. mezőszegedi Szegedy Karolina (1817. augusztus 30. – Szentgotthárd, 1892. október 2.)
- Ottó (Molnári, 1815. július 21. – Győr-Szabadhegy, 1880. június 17.); neje: (Szína, 1856. augusztus 20.) körösszegi és adorjáni Csáky Gabriella grófnő (Homonna, 1831. június 1. – Győr, 1907. október 28.)
- Béla (1816. október 21. – Bécs, 1883. november 19.)

Harmadik házassága: (Bécs, 1819. augusztus 3.) Seilern Crescence grófnő (Brno, 1799. május 13. – Klein-Zinkendorf, 1875. július 30.) 
- Karolina (Sarolta) Jozefa (Bécs, 1820. június 6. – Bécs, 1906. április 11.); férje: (1842. augusztus 8.) tolnai Festetics Dénes gróf (1813. január 12. – 1891. július 15.)
- Alfréd Pál (1821. június 23. – 1856. január 7.)
- Mária Maximiliana (Bécs, 1822. október 12. – Bécs, 1881. március 8.); férje: (Bécs, 1851. június 15.) Wenckheim Antal gróf (Vöröskő, 1813. március 17. – Bécs, 1864. november 4.)
- Géza (1828. április 2. – Nagycenk, 1911. február 16.)
- Imre Henrik Miklós (1831. december 6. – Monasterzyska, 1892. december 16.); neje: (1866. május 25.) Luise Wulfling (Monasterzyska, 1829. február 27. – 1919)
- Rudolf Emil Miksa Kálmán, Abaúj-Torna, Kassa, Eperjes, Bártfa és Kis-Szeben főispánja (Buda, 1833. június 11. – Kassa, 1893. január 16.; neje: (Sopron, 1864. május 10. Péchy de Péch-Újfalui Péchy Jacqueline grófnő (*Boldogkőváralja, 1846. január 13. – Kassa, 1915. március 27.)
- Ilona Crescencia Róza (Sopron, 1834. augusztus 9. – Bécs, 1883. július 12.); 1.férje: (Bécs, 1856. június 21. Pallavicini Oswald (Bécs, 1817. június 2. – Pinnye, 1877. június 12.); 2. férje: (Bécs, 1878. június 18.) Degenfeld-Schonburg Kristóf gróf (Mainz, 1831. május 3. – Görz, 1908. március 14.)

Halála után özvegye Seilern Crescence, Széchenyi István hitvese lett.